# 구본국
구본국(1968년 ~ )은 대한민국의 KBS 보도본부의 기자다. 

## 경력
- 1995 KBS 21기 공채 기자 입사
- KBS 보도본부 보도국 국제부 팀장
- 2017.08 KBS 보도본부 통합뉴스룸 뉴스제작1부장
- ~2023.11 KBS 사회1부 기자
- 2023.11~2024.12 KBS 보도본부 통합뉴스룸 저널리즘책무실장
- 2024.12~ KBS 대구방송총국장